# Pierre Jacques Marie Bichon
Pour les articles homonymes, voir Bichon.
Le capitaine de corvette Pierre Jacques Marie Bichon, né le 23 juillet 1897 à Vertou (Loire-Inférieure, de nos jours Loire-Atlantique) et mort le 14 juin 1986 à Vertou, était un officier de marine français.